# Campeprosopa munda
Campeprosopa munda är en tvåvingeart som beskrevs av Osten Sacken 1881. Campeprosopa munda ingår i släktet Campeprosopa och familjen vapenflugor. Inga underarter finns listade i Catalogue of Life.